# Freno (bicicletta)
Il freno è un dispositivo utilizzato per rallentare o bloccare il movimento di un corpo. Nel caso della bicicletta, si utilizzano sia soluzioni specifiche per questo mezzo, che dispositivi utilizzati in altri contesti.

## Comandi

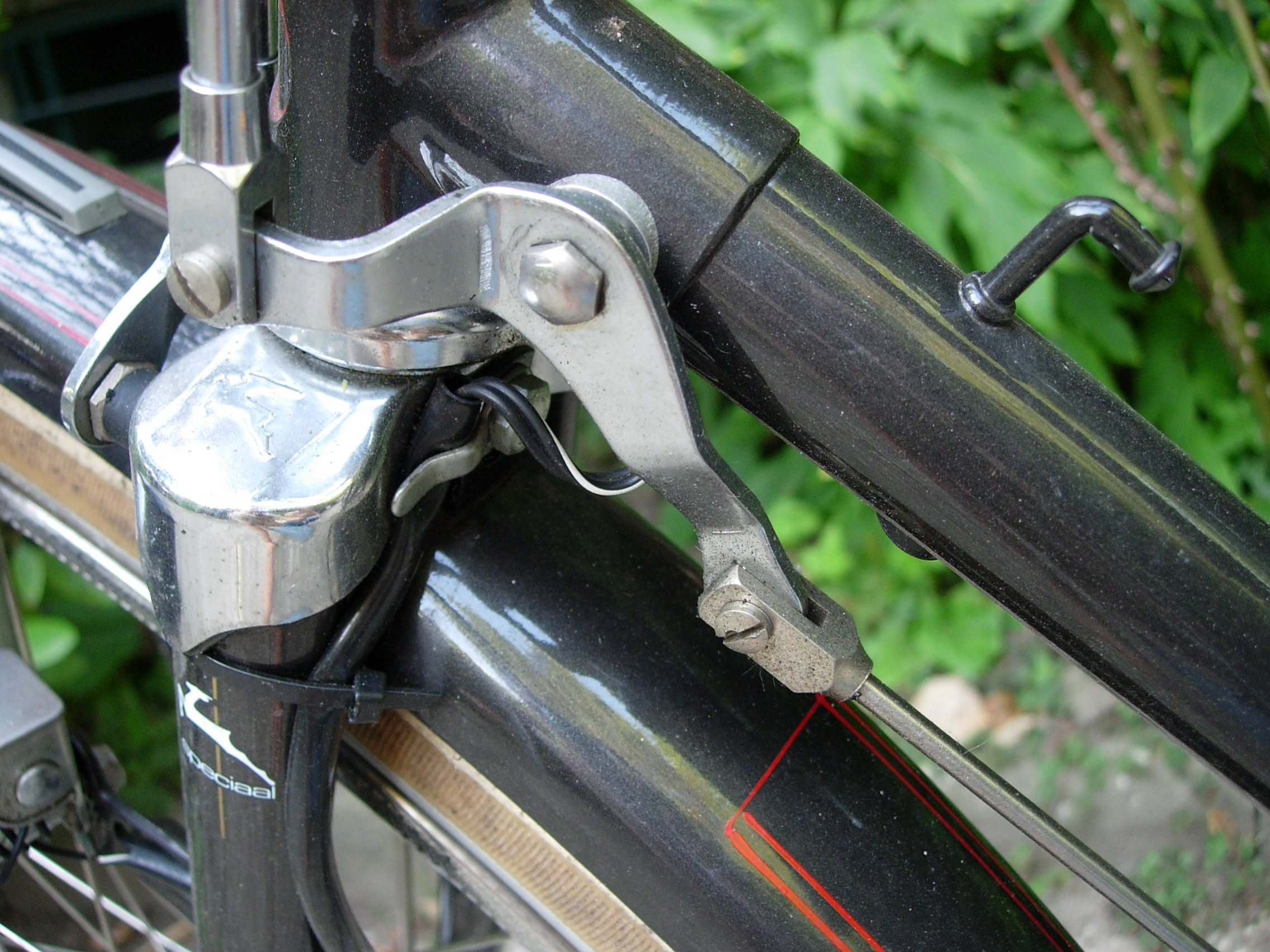
Comando ad aste e leve (freno a bacchetta)

I freni della bicicletta possono essere comandati in diversi modi:
- Ad aste e leve, sistema tipico dei freni a bacchetta
- Freno a cavo, sistema attuale delle maggiori biciclette, dove la forza viene trasmessa mediante un filo metallico inguainato
  - Giroscopio cavo freno, dispositivo che permette l'utilizzo dei freni sulle BMX
- Idraulico, sistema utilizzato principalmente su alcuni freni a disco
- Usando i pedali, nel freno a contropedale

### Giroscopio cavo freno

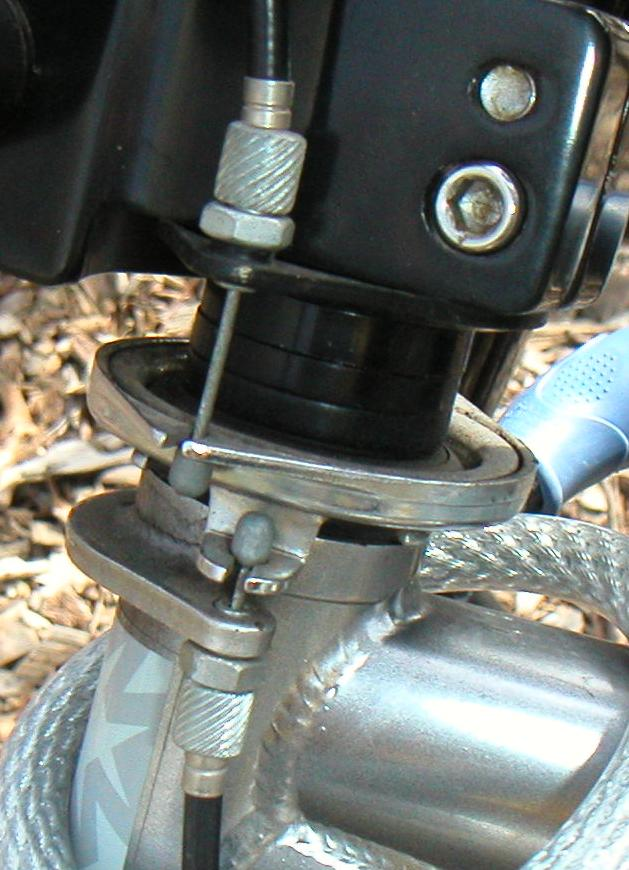
Giroscopio cavo freno

Il giroscopio cavo freno è un dispositivo che permette di azionare il freno di una bicicletta senza vincolare la rotazione del manubrio, consentendogli così effettuare una o più rotazioni complete. Questa caratteristica lo rende adatto per le biciclette da BMX.
La leva del freno aziona un singolo cavo poi a un certo punto è sdoppiato in due, i cui terminali vengono poi agganciati a fianchi opposti dell'unità superiore del giroscopio, allo stesso modo la parte inferiore del giroscopio che è composta da un'unità vincolata alla precedente (ma con la possibilità di ruotare tra loro) accoglie due cavi che vanno ad azionare il freno, questi due cavi si riuniranno in uno solo e azioneranno il freno come negli altri sistemi, ma è possibile anche un sistema con cavi completamente sdoppiati e che quindi non si riuniscono.
Questo sistema viene generalmente utilizzato per il freno posteriore, in quanto per il freno anteriore è possibile far passare i cavi direttamente dentro il cannotto di sterzo e la serie sterzo ed uscire dal foro della forcella presente nel tubo centrale.
Questo dispositivo permette:
- Evita l'aggrovigliamento dei cavi freno e permette l'esecuzione delle acrobazie in bicicletta (BMX), consentendo di mantenere il freno posteriore per tali biciclette.
- Nelle porzioni in cui il cavo freno è sdoppiato, si riduce la pressione sulle superfici interne, permettendo di ridurre l'usura.

Di contro il dispositivo aumenta la complessità:
- Risulta più difficile da configurare rispetto ad un sistema a cavo singolo.
- Maggiore manutenzione, dato dal maggior numero di cavi da lubrificare.
- È leggermente più pesante e più costoso di una configurazione convenzionale.

## Freni specifici
Dispositivi utilizzati solo su biciclette.

### Tampone

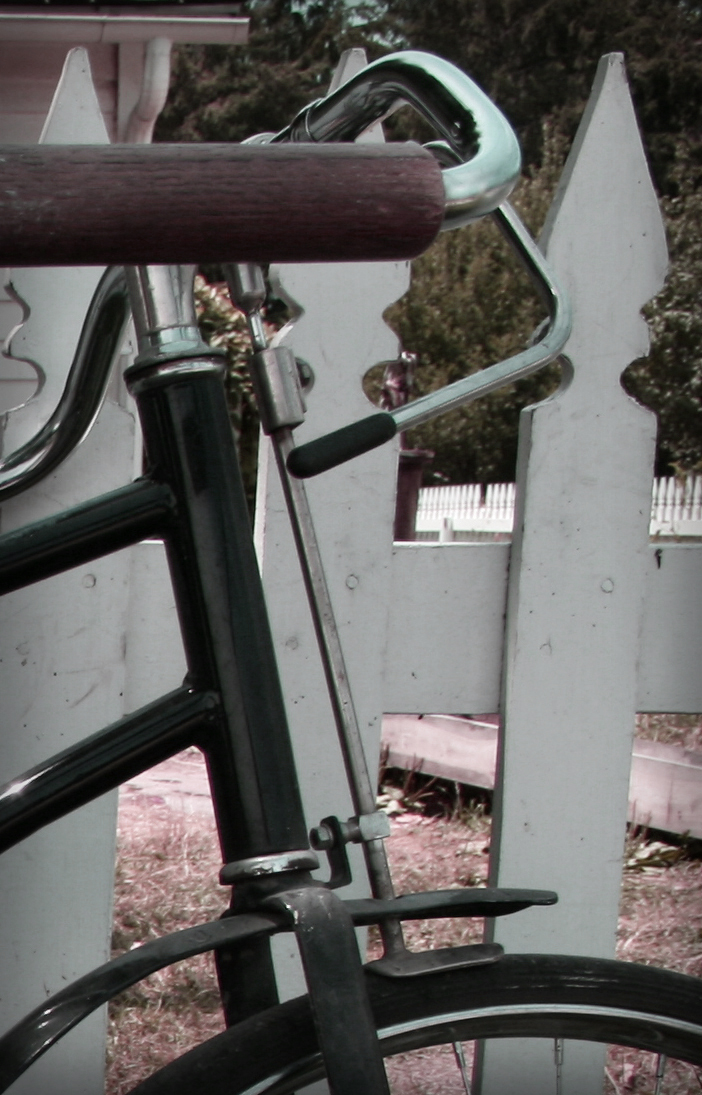
Freno Spoon

Il freni a Tampone (Spoon) sono i freni più antichi in assoluto per la bicicletta e sono caratterizzati dall'azione diretta del freno sullo pneumatico della bicicletta. 
Concettualmente sono identici al sistema di frenata del monopattino, applicati alla ruota anteriore invece che alla posteriore.

### Stradali o Caliper
I freni stradali, detti così perché utilizzati sulle bici da strada, sono caratterizzati da due leve di primo genere che vengono fissate su un unico perno in comune. Anche se si trova scritto raramente, il corretto termine per questi freni è Caliper.
Questo tipo di freno necessita di una sola molla che viene ancorata nella sua metà al perno delle leve, permettendo così d'avere sempre una perfetta azione su entrambe le leve; inoltre il comando avviene con il semplice cavo del freno, senza l'uso di un secondo cavo e di una piastra di sdoppiamento, inoltre il comando di regolazione del cavo è direttamente sulle leve del freno. Serve per variare la posizione di riposo del freno e ripristinare la frenata durante la normale usura dei pattini.
Con questo tipo di freno è facile regolare il corretto contatto simultaneo dei pattini freno, così come la loro posizione sul cerchione e la loro inclinazione, in quanto i pattini scorrono su una guida, inoltre non necessitano della regolazione della convergenza, per via delle caratteristiche del freno stesso.

### Freno a "U"

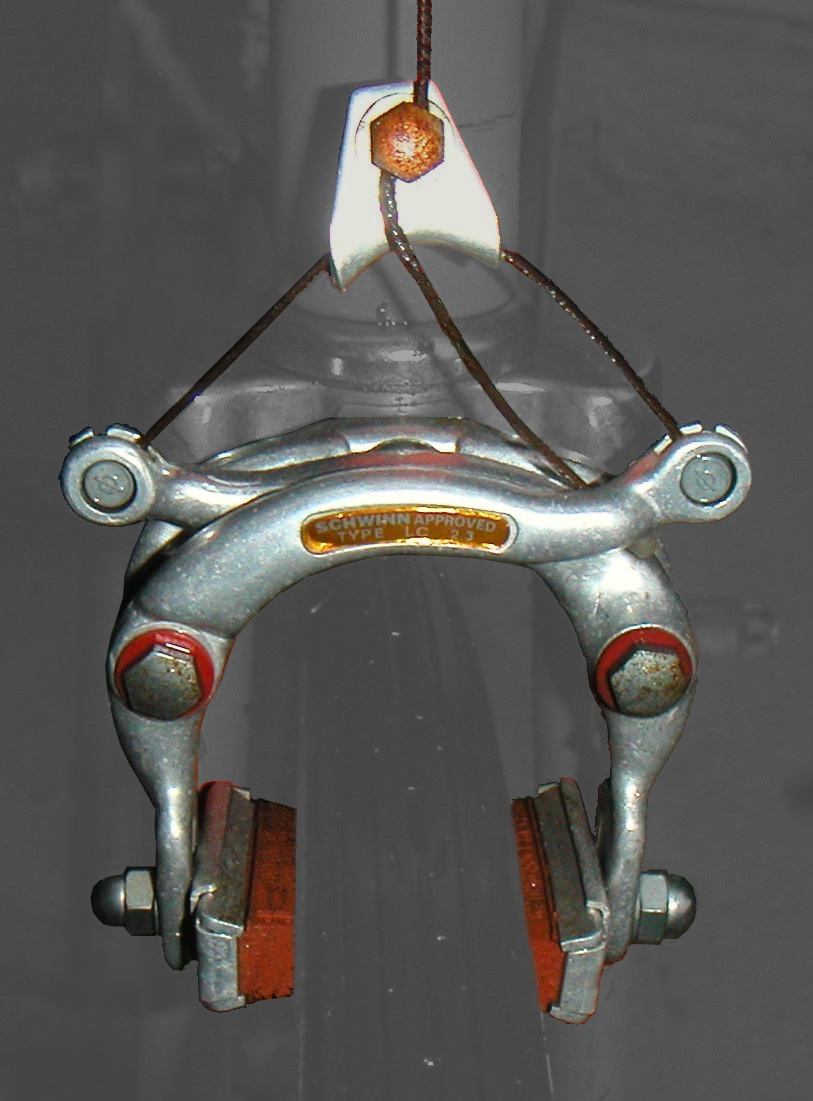
Freno a "U"

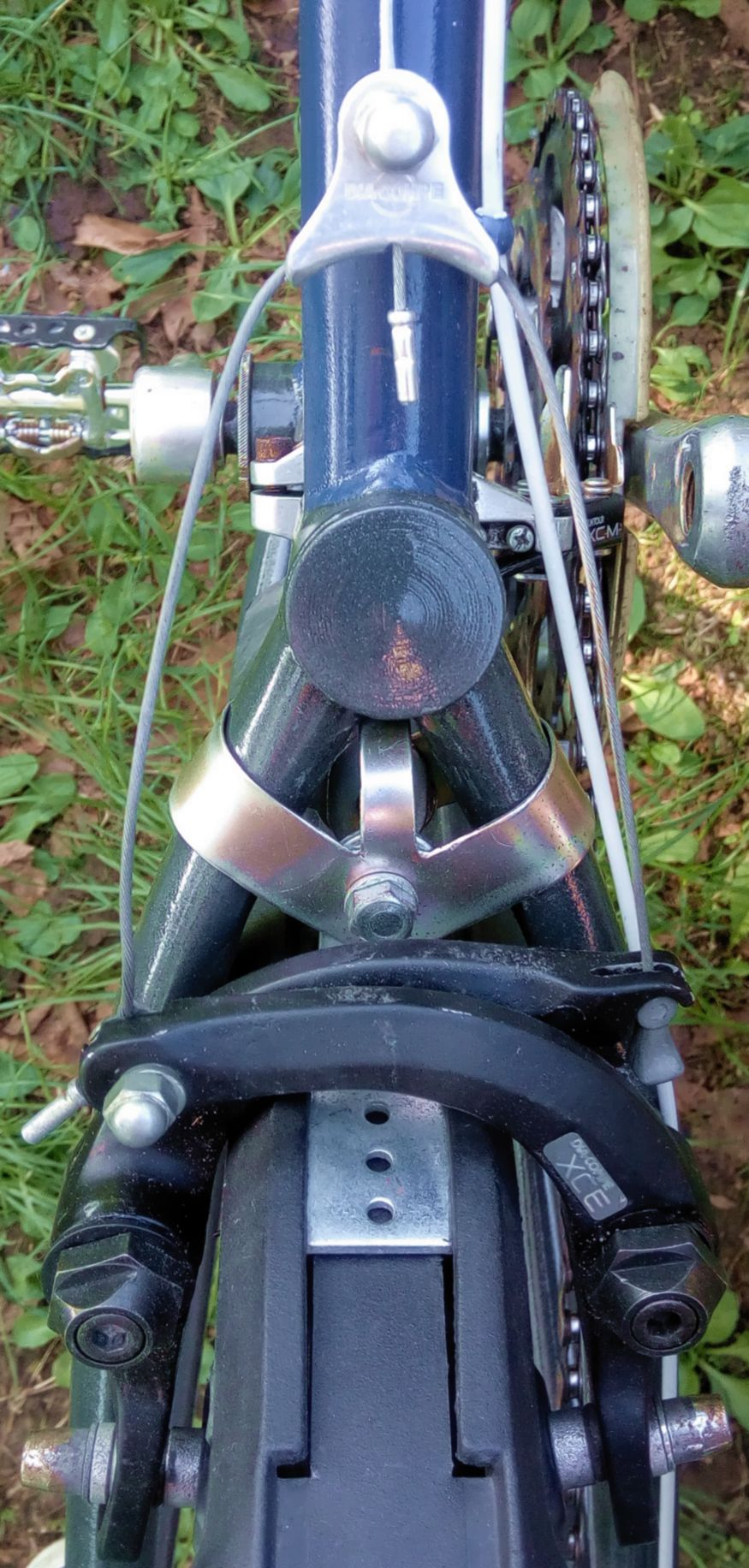
Freno a "U" moderno

I freni ad "U" sono caratterizzati da due leve di primo genere che si muovono su due perni distinti, azionate da un cavo sdoppiato del freno, prendono il nome di freno a U per via della forma delle leve, che conferiscono al freno la forma di una U rovesciata. Nonostante una buona potenza, sono in disuso.

### Cantilever
Il freno Cantilever è caratterizzato da due leve di secondo genere che si muovono su due perni distinti, azionate da un cavo sdoppiato del freno.
La maggiore forza trasmessa la si ha avendo il filo di comando disposto perpendicolarmente alla leva di attuazione (linea che si genera tra il punto di ancoraggio e il perno di rotazione), ma come svantaggio si ha una minore escursione dei pattini.
In questo tipo di freni per evitare che un eventuale rottura del filo di comando del freno porti il filo che collega i due bracci a cadere e ad andare a contatto con lo pneumatico, provocando così il bloccaggio della ruota, è necessario un perno (che può anche fare da supporto ad un faro o catarifrangente) che sorregga in caso della suddetta rottura il filo che collega i due bracci; in particolare sul freno anteriore per scongiurare il pericolo del ribaltamento della bici.
È stato soppiantato dal freno a V e dal freno a disco.
Rimane in uso nel ciclocross.

### Freno a V

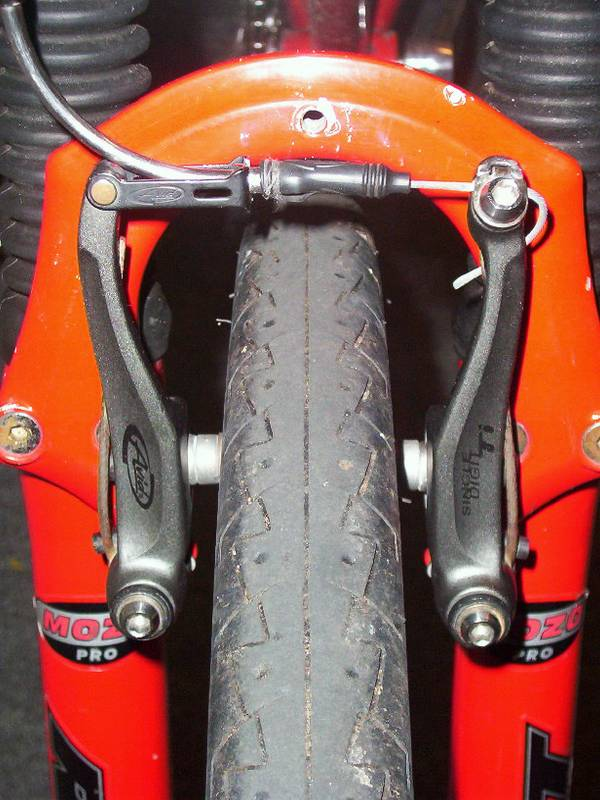
V-brake o Freno a V

I freni V rappresentano l'evoluzione dei "freni Cantilever". Sono caratterizzati da due leve di secondo genere che si muovono su due perni distinti, azionate direttamente dal cavo del freno.

### A rulli

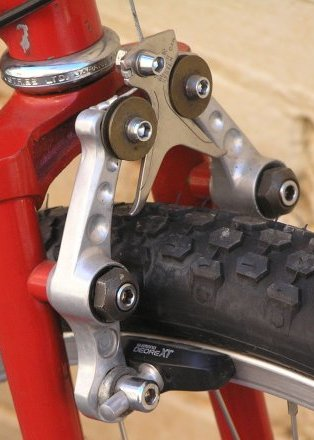
Freno a rulli

I freni a rulli hanno due leve di primo genere che ruotano su due perni distinti, mentre il comando non viene trasmesso direttamente dal cavo, ma da una piastrina che scorre sui rulli delle leve.

### Delta

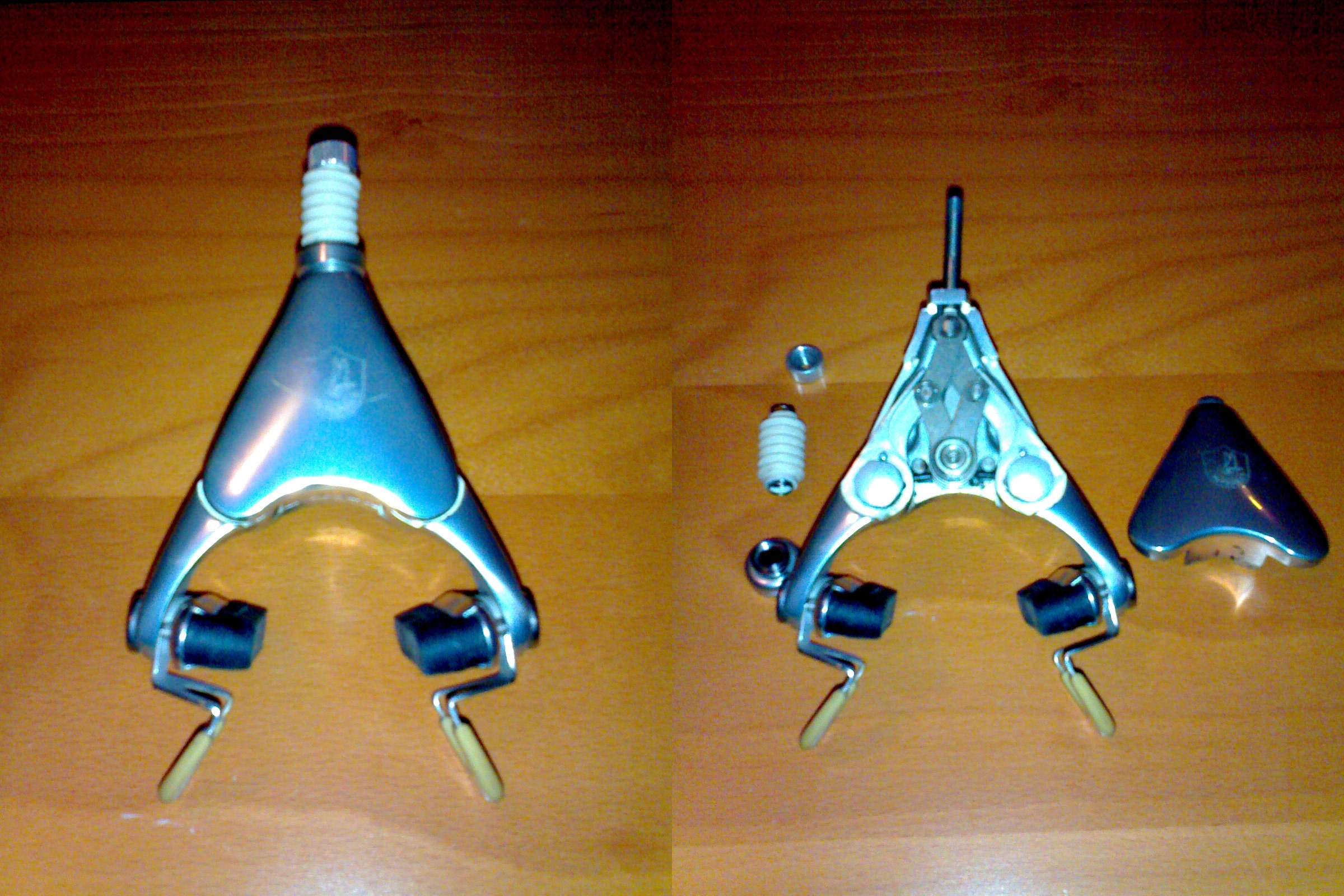
Freno a Delta

Sono dei freni che si basano su due leve di primo genere che reggono i pattini del freno, fissate a due perni distinti a una piastra a forma di triangolo che a sua volta si fissa al telaio tramite un unico perno, queste leve dei pattini sono azionate da un quadrilatero snodato, che viene azionato dal cavo di comando. Venivano prodotti solo da Campagnolo e sono molto ricercati dagli amatori di bici vintage.

### Bacchetta
Particolare tipo di freni, azionata da aste, dove i pattini non agivano sui lati del cerchione, ma nella parte interna, infatti questi freni richiedono dei cerchioni specifici. Sono tuttora in produzione per i modelli Vintage.

### Camme

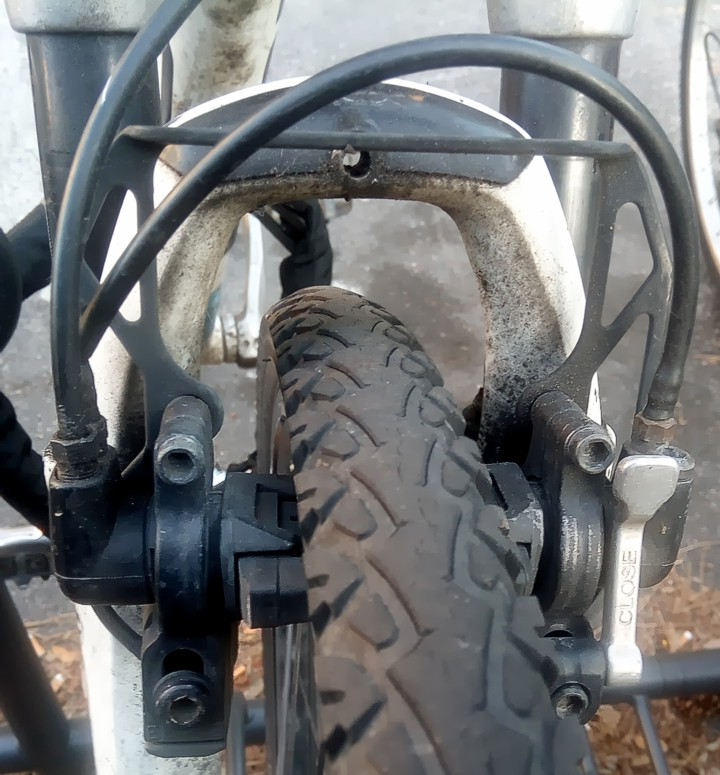
Freni bicicletta con azionamento a camma e movimento lineare dei pattini freno

Sono dei freni bicicletta dove il movimento del pattino freno è del tipo lineare. Questo movimento è garantito dalla camma posta dietro al pattino freno e che viene azionata da un comando a cavo, tra i due pattini freno viene garantita la sincronia di movimento tramite un cavo di sincronizzazione.

### A contropedalata

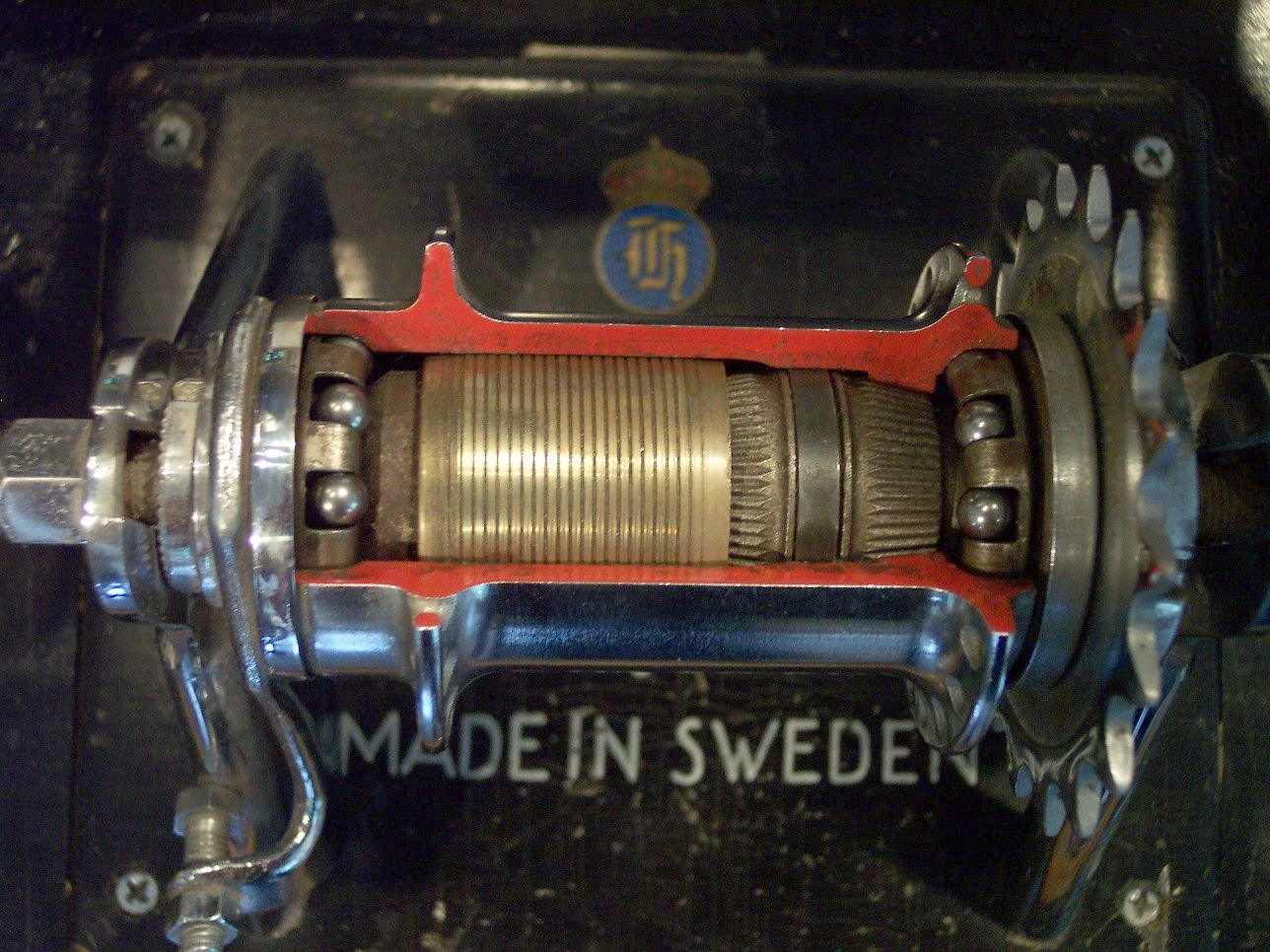
Freno a contropedale

Il freno a contropedale è diffuso nei paesi nordici europei, noto anche come retro pedale del freno o il freno a piedi (o siluro in alcuni paesi)
È un tipo di freno a tamburo integrato nei mozzi a ruota libera. Il freno si impegna appena si spingono i pedali nel senso contrario alla marcia.
In questi mozzi, infatti, la corona a vite allarga i dischi di frizione quando si pedala in avanti, mentre pedalando nel senso opposto i dischi si avvicinano e frenano. La superficie frenante è spesso di acciaio, ottone e la pastiglia per la frenata è in ottone o fosforo-bronzo, come nel Birmingham-made Perry Coaster Hub.

## Freni aspecifici
Dispositivi utilizzati anche su altri tipi di mezzo, classificati anche a seconda del tipo di attacco alla forcella/forcellone.

### Tamburo
Il freno a tamburo è semplice ed economico. Il tamburo è presente nel mozzo della ruota o esternamente ad esso, attualmente è utilizzato soprattutto in bici di produzione orientale.

### Nastro

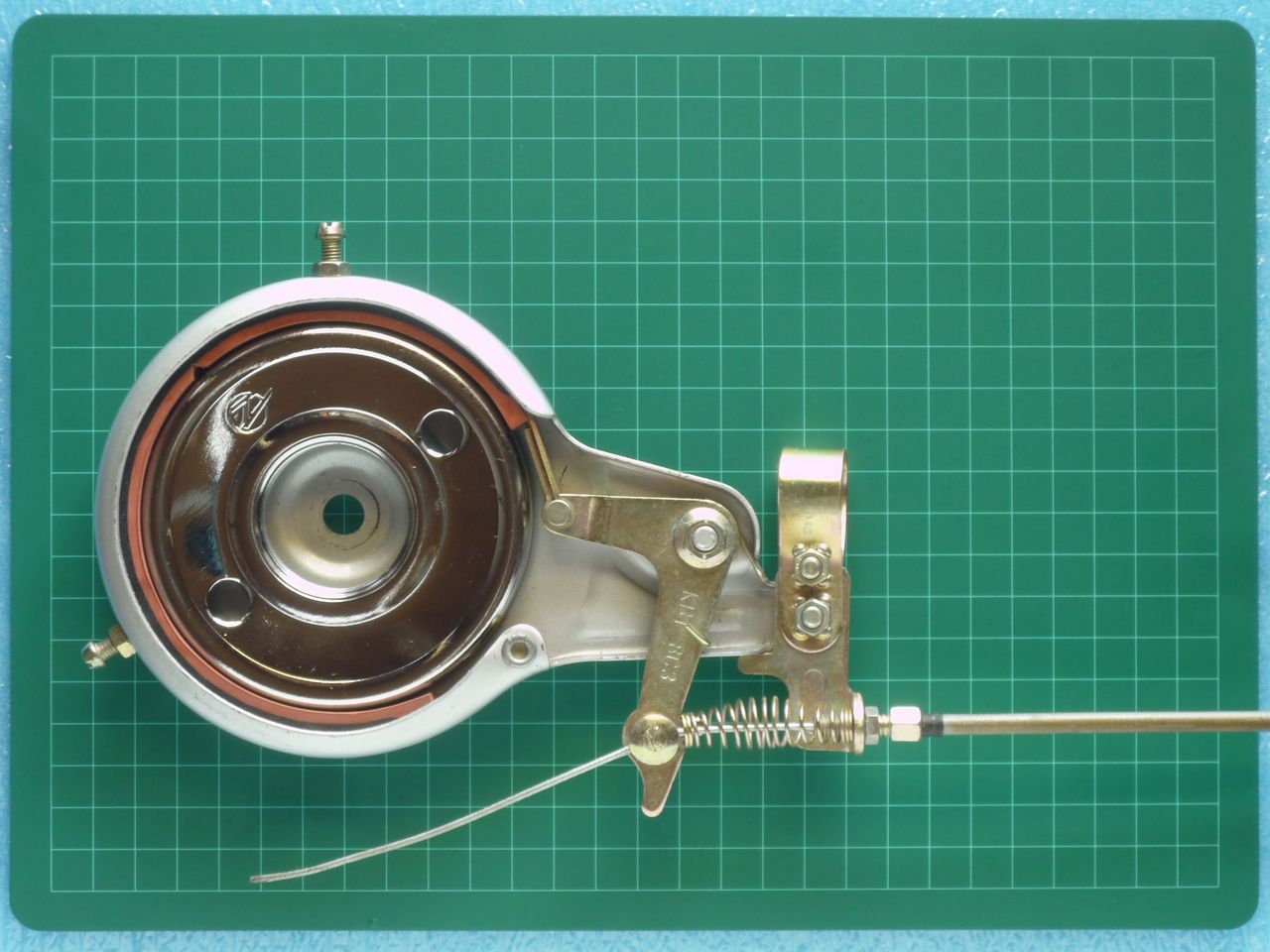
Freno a nastro

Il freno a nastro è semplice ed economico. Apparentemente simile al freno a tamburo, ma strutturalmente molto più affine al freno di sicurezza delle motoseghe.

### Disco
Di derivazione motociclistica, dalla fine degli anni novanta, i freni a disco sono stati inizialmente montati sulle MTB più specialistiche per poi a passare a modelli di bassa gamma e per vari usi. Possono essere sia a comando idraulico sia a comando meccanico tramite filo d'acciaio.

## Posizione

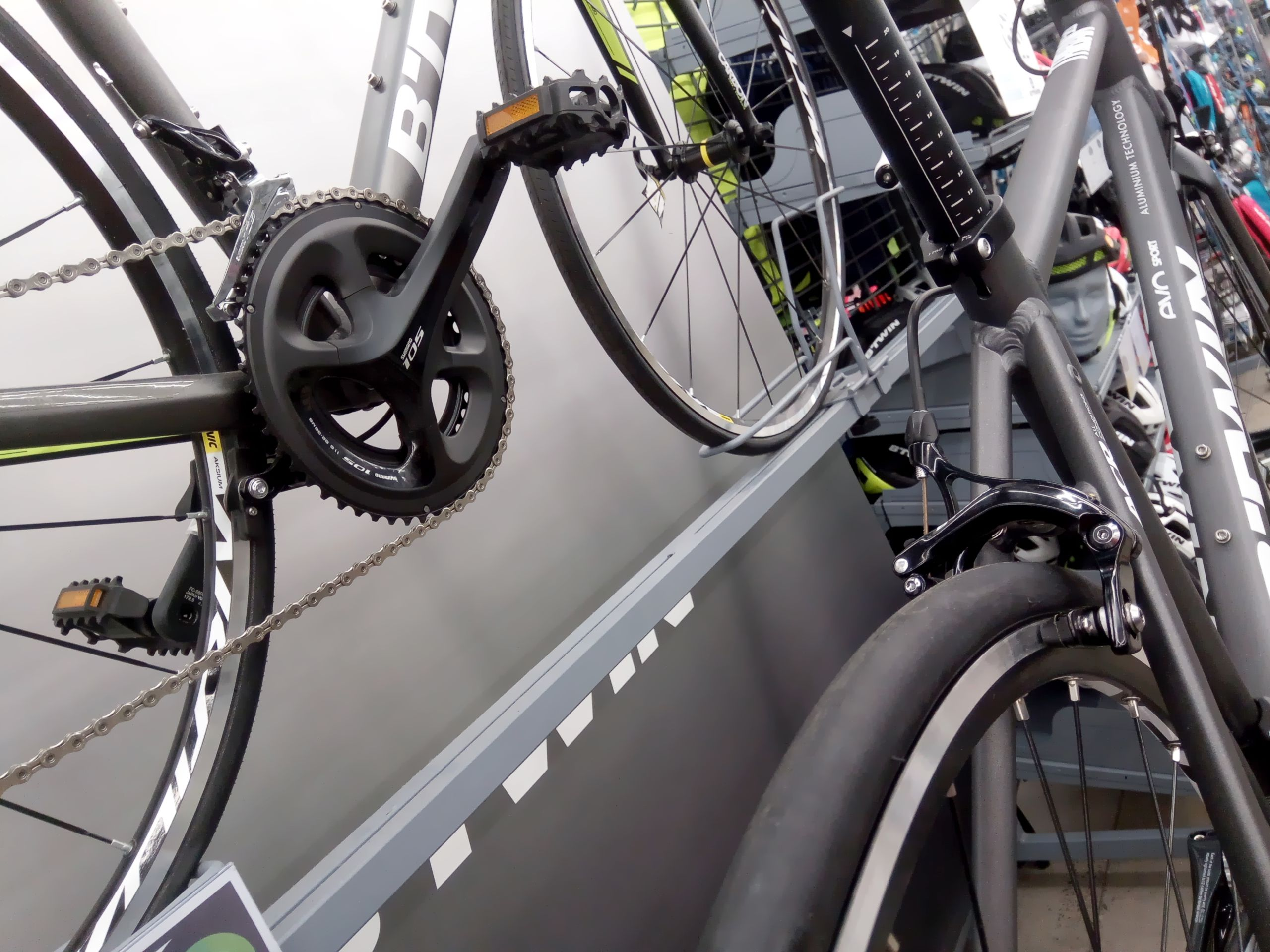
Due posizioni differenti per i freni posteriori della bicicletta

I freni bicicletta possono essere disposti in vari luoghi, generalmente sono disposti alti, per facilitarne la revisione, ma possono essere anche posti in basso per nasconderli e rendere la linea della bici più pulita, oppure essere integrati, come nel caso del freno nel mozzo.